# Phomopsis airae
Phomopsis airae är en svampart som beskrevs av Punith. & Spooner 2002. Phomopsis airae ingår i släktet Phomopsis och familjen Diaporthaceae.   Inga underarter finns listade i Catalogue of Life.